# Quadrato di Atene
Quadrato di Atene (in latino Quadratus, in greco Κοδράτος; I secolo – 129) è stato un vescovo greco antico venerato come santo.

## Biografia
Secondo le testimonianze di San Girolamo ed Eusebio di Cesarea, fu «discepolo degli apostoli». Succedette al vescovo Publio, che era stato ucciso dai persecutori.
Scrive Eusebio di Cesarea nella sua Storia Ecclesiastica che Quadrato, quando l'imperatore Adriano si recò ad Atene per essere iniziato ai Misteri eleusini, gli avrebbe consegnato un'apologia del Cristianesimo, nella quale affermava di aver visto molte persone che erano state guarite da Gesù mentre predicava in Giudea e persino alcune che erano state risuscitate dai morti. In un frammento dell'apologia, riportato da Eusebio, Quadrato afferma che i miracoli di Gesù erano veri, non illusioni, e i loro effetti durarono anche dopo il suo abbandono della Terra.